# Sil Pater
Sil Pater (26 de julio de 1993) es un deportista neerlandés que compite en tiro con arco, en la modalidad de arco compuesto.
Ganó dos medallas de bronce en el Campeonato Mundial de Tiro con Arco al Aire Libre, en los años 2019 y 2023, y una medalla de bronce en el Campeonato Mundial de Tiro con Arco en Sala de 2018.
Además, obtuvo una medalla de plata en el Campeonato Europeo de Tiro con Arco al Aire Libre de 2022 y dos medallas en el Campeonato Europeo de Tiro con Arco en Sala, bronce en 2019 y oro en 2022.

## Palmarés internacional
| Campeonato Mundial al Aire Libre | Campeonato Mundial al Aire Libre | Campeonato Mundial al Aire Libre | Campeonato Mundial al Aire Libre |
| Año                              | Lugar                            | Medalla                          | Prueba                           |
| -------------------------------- | -------------------------------- | -------------------------------- | -------------------------------- |
| 2019                             | 's-Hertogenbosch (Países Bajos)  | Medalla de bronce                | Equipo                           |
| 2023                             | Berlín (Alemania)                | Medalla de bronce                | Equipo                           |
| Campeonato Mundial en Sala       |                                  |                                  |                                  |
| Año                              | Lugar                            | Medalla                          | Prueba                           |
| 2018                             | Yankton (Estados Unidos)         | Medalla de bronce                | Equipo                           |
| Campeonato Europeo al Aire Libre |                                  |                                  |                                  |
| Año                              | Lugar                            | Medalla                          | Prueba                           |
| 2022                             | Múnich (Alemania)                | Medalla de plata                 | Equipo                           |
| Campeonato Europeo en Sala       |                                  |                                  |                                  |
| Año                              | Lugar                            | Medalla                          | Prueba                           |
| 2019                             | Samsun (Turquía)                 | Medalla de bronce                | Equipo                           |
| 2022                             | Laško (Eslovenia)                | Medalla de oro                   | Equipo                           |